# Sericostoma italicum
Sericostoma italicum là một loài Trichoptera trong họ Sericostomatidae. Chúng phân bố ở miền Cổ bắc.